# Clan Asahina

Lo stemma (mon) del clan Asahina

Il clan Asahina (朝比奈氏?, Asahina-shi) fu un clan del Giappone feudale presente nella provincia di Tōtōmi.

## Storia
Gli Asahina della provincia di Tōtōmi discendevano da Wada Yoshimori (1147-1213), il cui terzo figlio Yoshihide adottò il nome Asahina. All'inizio del periodo Sengoku furono uno dei principali servitori del clan Imagawa ed erano divisi in due rami, uno rappresentato da Asahina Yasutomo mentre l'altro da Asahina Nobuoki. Gli Asahina divennero particolarmente importante dopo la sconfitta degli Imagawa nella battaglia di Okehazama (1560) poiché in seguito ad essa Imagawa Ujizane si affidò a loro per mantenere l'ordine in quel che rimaneva del suo dominio. Dopo il crollo degli Imagawa nel 1569 gli Asahina divennero vassalli del clan Takeda. Quando i Takeda furono a loro volta sconfitti, i sopravvissuti degli Asahina entrarono al servizio di Tokugawa Ieyasu.

## Membri importanti del clan
- Asahina Yasuyoshi (朝比奈泰能?; 1497 - 1557) servitore degli Imagawa e signore del castello di Kakegawa. Nel 1548 assistette Sessai Chōrō durante la battaglia di Azukizaka sconfiggendo Oda Nobuhide. Guidò le armate Imagawa sul lato occidentale dello scontro.

- Asahina Yasutomo (朝比奈泰朝?; 1538? - ?) figlio ed erede di Yasuyoshi. Servì inizialmente gli Imagawa e costruì il castello di Kakegawa nella provincia di Tōtōmi su ordine di Imagawa Yoshitada nel 1513[1]. Sconfisse Saigō Masakatsu quando quest'ultimo si ribellò nel 1561. Protesse Imagawa Ujizane quando egli fu costretto a fuggire da Suruga a seguito di un'invasione del clan Takeda e consegnò Kakegawa al clan Tokugawa come da accordo tra Tokugawa Ieyasu e Ujizane. Yasutomo finì nel castello di Odawara nella provincia di Sagami e il suo destino rimane sconosciuto.

- Asahina Nobuoki (朝比奈信置?; 1528 - 1582) figlio di Asahina Motonaga. All'inizio era un servitore della famiglia Imagawa della provincia di Suruga e governava il castello di Mochifune. Si unì a Takeda Shingen dopo la caduta degli Imagawa nel 1569 e fu confermato nelle sue terre a Suruga. Combatté nella battaglia di Nagashino (1575) e successivamente contro i Tokugawa nel 1582. Dopo la caduta del clan Takeda gli fu ordinato di commettere seppuku da Oda Nobunaga.